# パルヴェーズ・ムシャラフ
パルヴェーズ・ムシャラフ（ウルドゥー語: پرویز مشرف、英語: Pervez Musharraf、1943年8月11日 - 2023年2月5日）は、パキスタンの軍人、政治家。日本の文献、資料やメディアでは「ペルベズ・ムシャラフ」「パルヴェーズ・ムシャッラフ」と表記されることもある。

## 略歴
パキスタン陸軍参謀総長・兼・統合参謀本部議長に在任中の1999年10月、当時首相だったナワーズ・シャリーフとの確執からクーデターを敢行し、行政長官（Chief Executive、最高行政官、首相に相当）として最高権力者となった（2001年まで大統領ムハンマド・ラフィーク・ターラルが国家元首として続投）。その後、パキスタンの大統領に就任した （2001年6月20日 - 2008年8月18日）。大統領就任までは、軍事政権の最高意思決定機関である国家安全保障会議の議長も兼ねていた。
親米派として知られる。クーデターで実権を握ったが、腐敗した当時の政権に嫌気が差していた国民に支持されていた。が、自身の政権末期も批判が高まり、情勢は混迷した。
その後、イギリスのロンドンで事実上の亡命生活を送り、2013年4月に帰国。2016年から病気療養のため中東ドバイに滞在し、事実上の亡命生活を送っていた。2019年12月17日には大統領時代に憲法を停止したことが国家反逆罪にあたるとしてパキスタンの裁判所より死刑判決が下ったものの、裁判が違法であったとして高等裁判所が2020年1月13日に死刑判決を撤回し、裁判をやり直すよう命じた。
2023年2月5日、ドバイの病院で死去した。79歳没。難病のアミロイドーシスを患い闘病していたとされる。

## 生い立ちと家族
ムシャラフはイギリス領インド、オールド・デリー、ダリヤーガンジで、中流家庭の三人兄弟の次男として1943年8月11日に生まれた。1947年のインド・パキスタン分離独立によって、一家はカラーチーへ移住した。父親はインドのアリーガル大学出身の外交官で、パキスタン大使館館員としてトルコに1949年から1956年まで駐在した。したがってムシャラフも幼年時代をトルコで過ごした。母親は大学で英文学を修め、1986年に退職するまで国際労働機関（ILO）に勤務した。ムシャラフの妻はセヘバーと言う名で、パンジャーブ州オーカーラー出身。夫妻には一男一女があり、4人の孫がいる。
1958年にムシャラフはカラーチーの聖パトリック高校を卒業し、ラホールのフォアマン・クリスチャン・カレッジで学んだ。彼はクエッタの指揮幕僚学校とパキスタン国立防衛大学を卒業した後、イギリスの王立防衛大学で学んだ。教官は彼を「有能で自己の意見をはっきり言える将校である。本校で価値のある印象を創り上げた。彼の祖国は有能な軍人を得て幸運である」と評価した。

## 軍歴

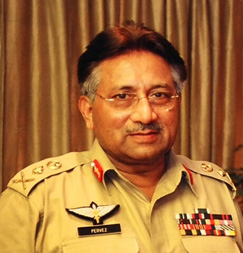
陸軍時代のムシャラフ

1961年に彼はカークールのパキスタン陸軍士官学校に入学し、11番の成績を修めて卒業した後、1964年に砲兵連隊に配属された。1965年の第二次印パ戦争では青年将校として従軍し、Imtiazi Sanad勲章を受章した。1964年、クエッタの指揮幕僚学校とパキスタン国立防衛大学で学んだ後、コマンド部隊を志願して特殊部隊で7年間勤務した。1967年に大尉に昇進。1971年の第三次印パ戦争ではコマンド連隊の中隊長として従軍する。その後、彼は砲兵部隊及び装甲部隊を指揮し、参謀本部の監察局、軍事作戦計画局で勤務した。1991年1月15日に少将に昇進すると、ロンドンの王立カレッジ附属高等指揮幕僚課程を研修し、1992年から1996年までオカルの歩兵師団を指揮した。1995年10月21日に中将に昇進し、1996年から1998年までマングルの軍団を指揮した。
ムシャラフはその軍歴において重要職を歴任し、1993年から1995年まで陸軍最高司令部長官であった。1998年10月7日にパキスタン陸軍長官ジャハーンギール・カラーマト将軍が辞任を強要されたとき、ムシャラフは陸軍参謀総長に指名された。1999年4月9日に統合参謀本部委員会議長の職を追加して与えられた。

## クーデター
ムシャラフは1999年10月12日に無血クーデターを行い、行政長官に就任。事実上、パキスタンの国家元首となった。その日、ナワーズ・シャリーフ首相はムシャラフを解任し、軍統合情報局（ISI）の局長フワージャー・ズィヤーウッディーンを参謀総長に据えようとした。ムシャラフは外遊中であったが、民間航空機によって急ぎパキスタンに帰国した。陸軍の副官はムシャラフの解任の受諾を拒否したが、パキスタンの法律では参謀総長の解雇は首相の権限であった。シャリーフはムシャラフの乗った機の着陸を阻止するためカラーチー空港の閉鎖を指示したため、機はカラーチー上空を旋回し待機した。クーデターによって軍部はシャリーフの指揮権を剥奪し、空港を奪還した。機は燃料切れの数分前にようやく着陸し、ムシャラフは政府の掌握に取りかかった。シャリーフは自宅軟禁され、後に国外に亡命した。以降、シャリーフやその他複数の民主化運動指導者はパキスタン帰国を阻まれている。情報筋によれば、ムシャラフとシャリーフの確執は、カルギル紛争を外交的に解決しようとするシャリーフの意図を巡るものだと言う。
その後、ムシャラフは国会および州議会を解散した。インド政府との対話のためのアーグラー訪問のぎりぎり数日前、2001年6月20日にムシャラフは形式的存在となっていたターラル大統領を事実上解任し、正式に大統領に就任した。

### 再選
2007年10月6日に大統領選挙が行われ、圧倒的多数の票を得たが、陸軍参謀総長の大統領選挙出馬は違憲の訴訟が係争中だったため、当選決定が大幅に遅れた。このため11月3日、当選無効判決を阻止すべく、軍を動員して最高裁判所を封鎖すると共に、彼に否定的だったチョードリー最高裁長官を解任し、自宅軟禁した。また、全土に非常事態宣言を行ない憲法を停止して戒厳令状態に置いた。陸軍参謀総長の大統領選挙出馬訴訟は合憲と確定したことを受け、選挙管理委員会は11月24日にムシャラフ当選を正式発表した。
しかしムシャラフ当選の確定後も情勢は混迷し、追い打ちをかけるように国民議会選挙のため帰国していたベーナズィール・ブットーが暗殺された（12月27日）。2008年2月18日、パキスタン国民議会（パキスタン議会下院）の統一選挙がおこなわれた結果、反ムシャラフ派が多数派を占めることになった。3月24日には国民議会での投票で2/3以上の多数でパキスタン人民党（PPP）のユースフ・ラザー・ギーラーニー議員が首相に選出され、その後反ムシャラフ派の連立内閣が発足した。反ムシャラフ派は大統領の弾劾手続きを進める動きを始め、ムシャラフは当初それに対抗する姿勢を示していたが8月18日「議会と対立すれば国が疲弊する。国益を優先する」と演説をおこない辞任。その後イギリスのロンドンに渡り事実上の亡命生活が始まった。

## 大統領辞職後
ブットー暗殺事件に関してはパキスタン当局が事情聴取を求めたが応じなかったとされ、2011年2月12日に拘束令状が出された。2013年3月に逮捕猶予を認められたために帰国し、パキスタン総選挙で国政復帰を目指したが、立候補申請が認められなかった。
さらに2013年4月18日には、イスラマバードの高等裁判所から2007年に最高裁長官らを不法に解任、拘束した疑いで警察に逮捕命令が出され、翌19日逮捕された。2014年3月に国家反逆罪で起訴されたが闘う姿勢を示した。病気療養のため2016年からはドバイに滞在し、事実上の亡命生活に入った。2017年7月には日本のマスコミの取材を受け、写真撮影にも応じている。2019年12月17日、大統領時代の2007年に憲法を停止したことが国家反逆罪にあたるとし、本人は亡命中で不在のまま死刑判決を言い渡された。しかしこの裁判が法に則って行われなかったことを理由に、2020年1月13日、ラホールの高等裁判所は死刑判決を破棄し、裁判をやり直すよう命じた。

## 評価

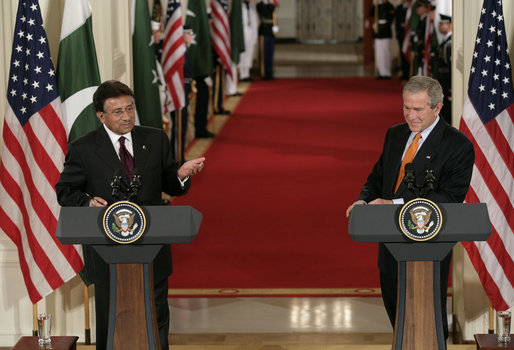
2006年、ホワイトハウスでジョージ・W・ブッシュ大統領と会談するムシャラフ

比較的自由主義で進歩的な考え方をした、穏健な指導者だとされている。ムシャラフはパキスタンを近代化するため、多くの経済構造、社会構造の改革に取り組んできた。ムシャラフは尊敬する政治家として、国内の宗教的反世俗主義者を一掃した近代トルコ建国の父ケマル・アタテュルクを挙げている。犬を不浄な動物として敬遠するイスラム教徒が多いなか、ムシャラフはペットとして犬を飼育している。西洋音楽を好み、時々アルコールも嗜むという。
パキスタンは建国以来、印パ戦争ではアメリカ合衆国より十分な支援を得られず、アフガニスタン紛争で米軍より支援を受けたターリバーンがソ連撤退後にはパキスタン国内でもテロ事件を行い、核実験後にはアメリカより強大な制裁を受けるなどアメリカに苦しめられてきた経緯があり、このためアフガニスタン侵攻他の対テロ戦争への協力に対してパキスタン国内からは大反対が起こったが、ムシャラフは大統領在任中は親米路線を明確にし、駐留も受け入れた。大統領在職時に駐パキスタン大使を務めた田中信明はこうした経緯からムシャラフを現実主義者と評し、その姿勢は外交だけでなく経済にも及び、自由化政策を押し進めた。しかしパキスタン国内からの反発は強く、アフガニスタン侵攻時には「ブッシュは犬だ ムシャラフも犬だ」と人形を燃やす激しい抗議デモが国内で起きたほか、暗殺の対象となることも多かった。こうした、対テロ戦争後の米国の圧力と国内外の反米世論との間で板挟みになる大統領職について、ムシャラフを表紙にした2001年当時のタイム誌は" The World’s Toughest Job "（世界一過酷な仕事）と評したことがある。
対インド関係は苦心した。2001年12月にインド国会議事堂が、パキスタンを拠点とするイスラーム過激派（ジャイシュ＝エ＝ムハンマド）に襲撃されると、インド政府はパキスタン軍情報機関の関与を疑って対立が激化。ムシャラフは核兵器の使用も検討したと回想している。